# Dipsosaurus dorsalis

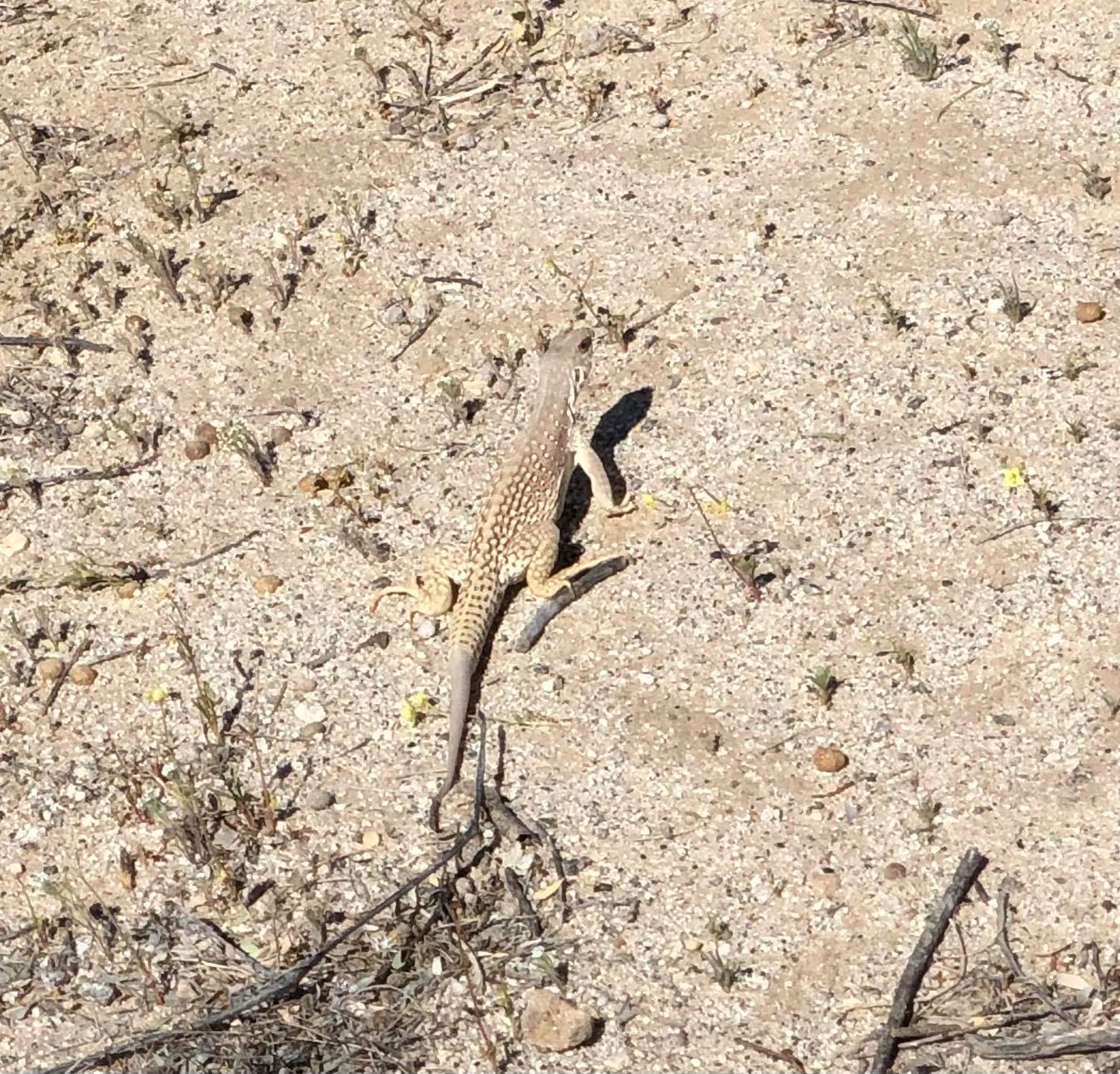
Dipsosaurus dorsalis en el desierto de Baja California (Iguana del desierto)

La iguana del desierto  (Dipsosaurus dorsalis) es uno de los lagartos más comunes de los desiertos de Baja California, Baja California Sur, Sonora y Mojave, en el suroeste de Estados Unidos y el noroeste de México. También se hallan en varias islas del Golfo de California.

## Taxonomía
La especie fue descrita por primera vez en el Catálogo de Reptiles de Norte América por Spencer Fullerton Baird y Charles Frédéric Girard)  en 1853 como Crotaphytus dorsalis;  siendo reclasificada dos años más tarde como Dipsosaurus dorsalis por Edward Hallowell.  El nombre genérico proviene del griego y significa "lagarto sediento": dipsa (δίψα), "sediento"  y sauros(σαῦρος), "lagarto".  El nombre específico, dorsalis, proviene del latín dorsum  "dorso",  en referencia a la fila de escamas alargadas en la mitad del dorso del animal que forma una cresta que se extiende casi hasta la cola. Dipsosaurus es un género monotípico con D. dorsalis como la única especie reconocida.

## Descripción
La iguana de desierto es un lagarto de tamaño mediano, llega a alcanzar los 61 cm incluyendo la cola. Es de color gris pálido a crema con un patrón reticulado color marrón claro en la espalda y en los lados. Del centro de la espalda hacia abajo presenta una fila de escamas ligeramente mayores que se hacen más grandes a medida que se bajan por la espalda. El patrón reticulado da lugar a manchas marrones cerca de la parte de atrás las patas traseras, convirtiéndose en rayas a lo largo de la cola. La cola es normalmente aproximadamente 1,5 veces más larga que la longitud del cuerpo desde el hocico hasta la cloaca. El vientre es de color pálido. Durante la época de apareamiento, los laterales se vuelven rosáceos en ambos sexos.

## Hábitat
Su hábitat preferido solapa en gran medida con el rango de distribución del arbusto Larrea tridentata o gobernadora. Se trata de un hábitat seco, de matorral xerófilo por debajo de 1000 metros. También se puede encontrar en lechos rocosos. En la parte más meridional de su área de distribución, este lagarto vive en zonas de matorral subtropical árido y bosque tropical caducifolio. 
Estos lagartos pueden soportar altas temperaturas y salen de sus madrigueras incluso después que otros lagartos se hayan retirado a sus madrigueras. Generalmente crean sus madrigueras en los montículos de arena que se acumulan en torno a la base de arbustos como la gobernadora. A menudo también suben a éstos en busca de refugio y defensa, también utilizan con frecuencia las viejas madrigueras de los zorros kit y tortugas del desierto.

## Dieta y reproducción
El apareamiento tiene lugar a comienzos de la primavera. Se cree que solo hay una puesta cada año y que cada puesta es de 3 a 8 huevos. Las crías eclosionan alrededor de septiembre.
Las iguanas del desierto son principalmente herbívoras, comeniendo brotes, hojas y frutos de muchas plantas anuales y perennes.  Se sienten especialmente atraídas por las flores amarillas de la gobernadora.  Los depredadores de estas iguanas y sus huevos son las aves de presa, zorros, ratas, comadrejas de cola larga, algunas serpientes, y los humanos.